# Para (rzeka)
Para (ros. Пара́)– rzeka w europejskiej części Rosji o długości 192 km. Przepływa przez obwód riazański, jest prawym dopływem Oki. Powierzchnia zlewni wynosi 3590 km². Para zamarza w listopadzie i pozostaje skuta lodem do kwietnia.